# 竹の谷蔓
竹の谷蔓（たけのたにつる、たけんたにつる）は、江戸後期、備中国阿賀郡釜村字竹の谷 （現岡山県新見市神郷町釜村）で造成された、和牛（黒毛和種）の基礎をなす血統の元祖である。1830年、在来牛改良に尽力した難波千代平のもとに始祖牛が出現した。その系統牛は「竹の谷蔓牛」と呼ばれ、「日本最古の蔓牛」として知られている。

## 概要
羽部義孝博士（全国和牛登録協会初代会長）は、和牛改良における先人の偉業、改良に資する基礎を後世に繋げるため全国的な調査を開始し（昭和16年夏）、今日の黒毛和種の始祖をなす3名蔓について記述した。中でも最古の蔓として、竹の谷蔓を掲げている。

労働力としての役牛から食用牛も兼ねる役肉牛へと改良が進んだ明治年代以降、全国的に、和牛の改良とは西洋種を交配することと同義となり、役牛としての能力低下や肉質における理想との乖離など、多くの問題と混乱をもたらした。そのような改良の時代を迎えても、寧ろ、竹の谷蔓を生産する阿哲郡では雑種排斥の政策をとり、西洋種との交配を拒み続けた。竹の谷蔓の特徴として、既に大きな躯体を獲得していたことにも起因している。しかし、昭和になると役牛としての役割は徐々に機械にとって代わられ、また、冷凍精子などによる交配圏の全国化により、肉用牛のための資質改良が急速に進んでいった。やがて、「霜降り信仰」とも言われる全国的な資質平準化の波に飲み込まれていく。
昭和後期1980年頃、平田五美は散逸し消滅の危機にあった竹の谷蔓系統牛を地域から集め、蔓としての再構築を始めた。特に、全国で霜降り牛の主流となっていた系統との交配を避け、同系統での保存維持に努め、竹の谷蔓の形質的特徴の再現及び固定に人生を捧げた。令和に至り、竹の谷蔓の再現は完成の域に達した。平田五美の竹の谷蔓系統牛は、平準化の進んだ全国の黒毛和種とは系統を異にしたまま、西洋種の混血、藤良・気高などの主要系統の混入を一切排した、謂わば、純粋種を残すことに成功したと言える。遺伝子グループとしても全国のブランド和牛とは一線を画す希少性が証明されている。 また日本の在来牛としても、見島牛・口之島牛に並び、指折りの希少集団となった。

「幻の和牛」と呼ばれるその肉は、霜降りへの改良が進む以前の肉質を留めていることから、赤身主体の肉質であるが、赤身とは思えない柔らかさと後味に強い甘みを有するとされる。癖はなく、噛むほどに旨味があふれ出し、長い余韻が特徴として評される。 

別系統との交配種（竹の谷ハーフ牛）などを含めても、出荷頭数が極めて少ない希少性もあり、高付加価値をもって取引されている。 

## 蔓牛とは
蔓牛とは、他の牛に比べて高値で取引される、特有の資質を具備した系統牛である。 また、蔓牛と謳われるものには通有的美点がある。その通有的基礎条項として、以下3点を明示する。 

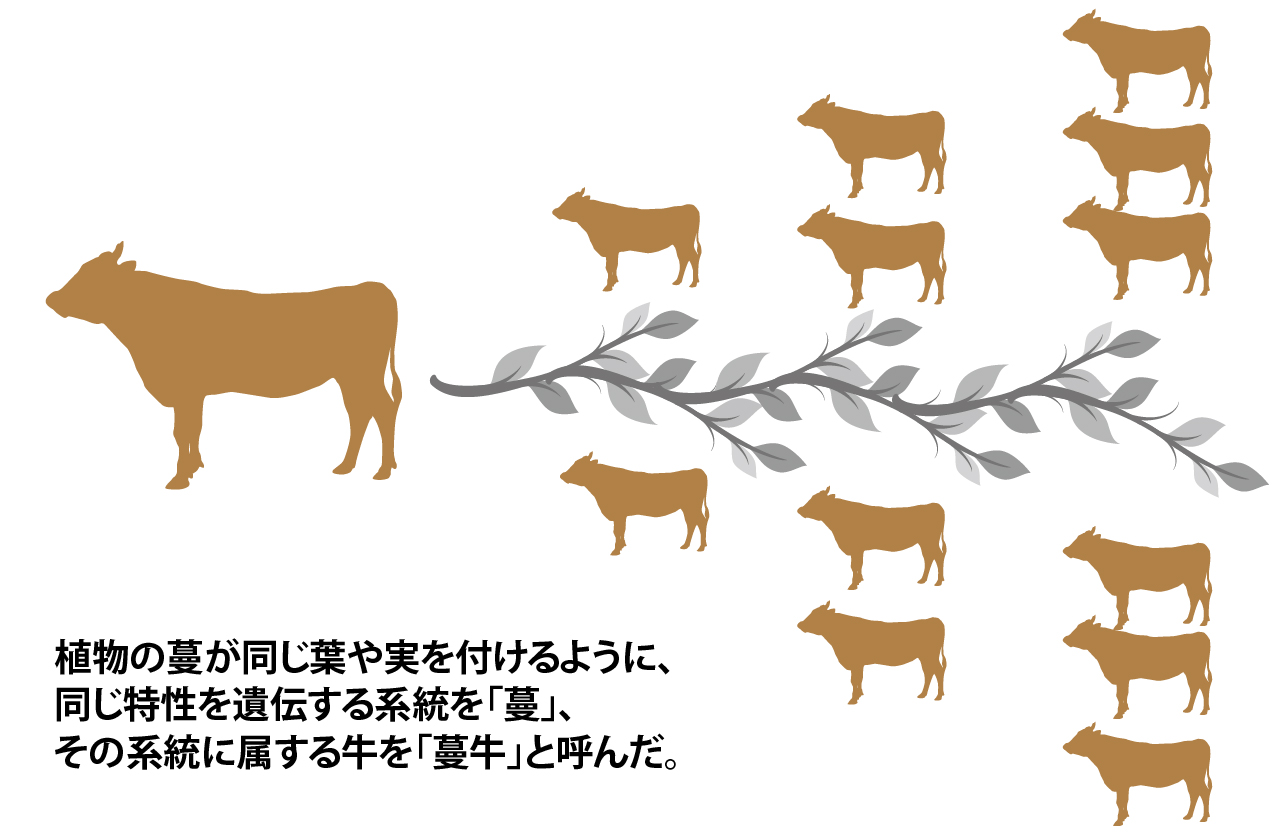
「蔓」と「蔓牛」のイメージ

1. 体質強健で、悪癖なく、性質（性格）が穏やかであること
2. 繁殖力が旺盛で、雌は連産すること
3. 長命系、連産系に属すること

上記のような蔓牛が造成され始めたのは江戸後期である。当時、度重なる飢饉により幕府の財政はひっ迫していた。金銀の品位や重さを変える「改鋳（かいちゅう）」もあり、貨幣の信用は失墜、対して物価の暴騰を招いた。幕府は「改革」として、引き続き商業を厚遇し、税率や補助金なども改善した。牛に対する課税も無かったとされる。それらは農民が牛を生産増頭し、取引きする後押しとなった。 「蔓」牛とは、経済が不安定な時代を生き抜くための、まさに「金づる・手づる」であり、金融資産的な側面も担っていたのである。

一方、植物の「蔓」になぞられたこの血統のようなものを遺伝学的に考察するならば、一貫した選択淘汰を行い、近親交配による優良形質遺伝の強化を図った新種であると言える。少なくとも、特定の優良形質に関与する複雑な遺伝因子が、相当程度にホモ接合されたものであると考えられる。しかしながら、始祖以降の交配を吟味することなく繰り返せば、岩倉蔓（広島県）や周助蔓（兵庫県）のように、複数具わった優良形質のホモ接合を斑に解消させていき、やがては、必要な表現型を欠失する結果を招く。即ち、蔓牛としての価値を損なうことを意味する。一般に蔓牛を、始祖から３、４世代までと見る向きもあったのは証左に他ならない。従って、蔓を維持・発達させるには、飼養者の不断の努力と、交配に関する高い知識が必要とされる。

## 3名蔓の概要
全国和牛登録協会初代会長　羽部義孝博士（京都大学教授）の著書『蔓の造成とつる牛』（1948年）は、古蔓を現地調査しその詳細を記録したものとして、最初にして唯一の貴重な史料である。そのなかで、有名にして優良なる最古級の蔓として、以下の４蔓を掲げている。特に、竹の谷蔓・岩倉蔓・周助蔓は名実あい伴っているものとして、３名蔓と呼称した。

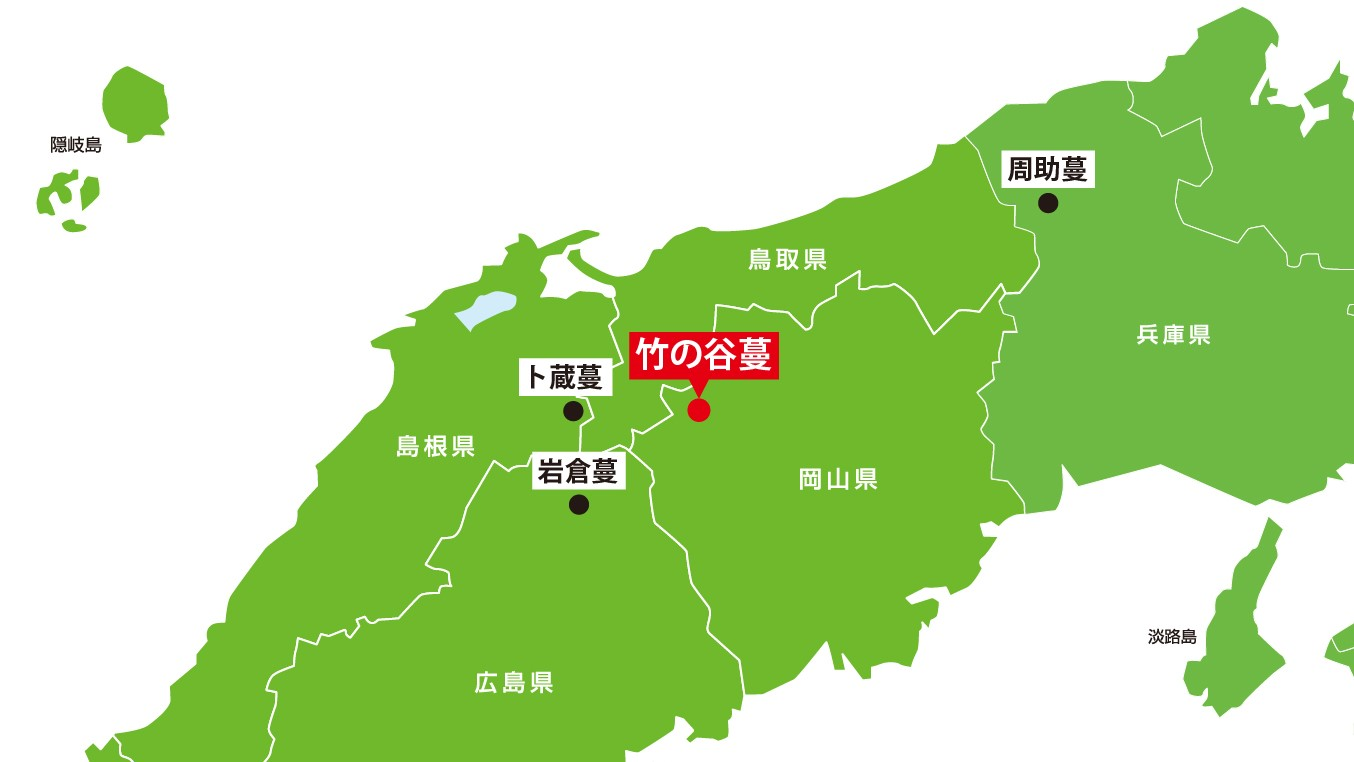
「竹の谷蔓」の発祥地

1. 竹の谷蔓　　1772年、備中阿哲郡で造成を開始し、1830年始祖牛誕生。
2. ト蔵蔓　　　1835年頃、出雲仁多郡で竹の谷蔓牛を購入し造成を開始。
3. 岩倉蔓　　　1843年頃、備後比婆郡で造成を開始。仁多郡の雌牛を導入したとする説あり。
4. 周助蔓　　　1848年前後[注釈 2]、但馬美方郡で創成。

尚、３名蔓は竹の谷蔓を除き、本書の調査時点（昭和16年）で、既にその実質が失われたことが判明している。以下に該当部分を引用する。
（岩倉）六右衛門の次男米太郎は祖父の業を継いだが、明治37年頃、同郡八幡村の藤原某が伯耆から移入したる雄牛を購入し、これを岩倉牛の雄牛として使用したところ、多くは白角乳白の子を産し好結果を得なかったのみでなくかえって該系統を劣化せしめたという。該当雄牛は白角で体格大きく性質粗暴なりしと伝えられる。　（その3　岩倉蔓　三、蔓の発達、変遷より）
（前略）交配すべき種雄牛は自ら選択飼養することなく、全く他に依存するの有様であったから、交配に際しても、おそらく合理性を欠き、したがって次第に系統としての実質を失い、ついに後代においてはその名のみ残って直系を喪失するに至ったものであろう。　（その5　周助蔓　四、考察より） 

## 竹の谷蔓牛の特徴
竹の谷蔓造成当時（1830年）から伝わる形質的特徴を以下に明示する。
1. 体格偉大で体高121cm以上　（造成当時の一般的な和牛は雌牛で103-115cm）
2. 乳房よく乳量が多い
3. きわめて長命連産性（23才まで生存し19頭の子牛を生産したもの、老齢で全身白毛となり失明するまで生存したものなどが伝わる）
4. 初代良雌牛の角は飴色、毛色は底すだれ　（子孫にすだれ毛、或いは赤褐毛を表出されることがあったが、大正以降、黒毛に固定された。）

加えて、昭和16年に現岡山県新見市神郷町釜村にて、羽部義孝博士らの調査により確認されている特徴を以下に引用する。 
今日における特色を見ると、体格は一般よりやや大きく、体積があり、毛は黒色繊細で密生し、光沢を有し、皮膚弾力あり、角はおおむね上向き内湾で『い』字形をなし、やや細く、その色は角根飴色、中央部水青色、先端黒色であって、この特色は現今最もよく遺伝せる所である。眼は活大、温和の相を備え、頭は中等大にして、額広く、頚部および胸垂はやや大きく、肩よろしく、胸は広く背線平直で、腰また強く、後躯の発育特に可良であって、この点（他と）異なるところである。性質きわめて温和で、しかも活発で、歳を経るも老衰の度少なく、繁殖力および遺伝力がきわめて強い。　ー羽部義孝、『蔓の造成と蔓うし』1948年、　（その２　竹の谷蔓　三、特色）　より 

## 名声を博した理由
竹の谷蔓牛は各地で多くの分蔓生み出した。なかでも卜藏蔓（ぼくらつる）造成において、島根県仁多郡の卜藏甚兵衛正昇氏は、3歳の竹の谷蔓雌牛を購入したとされる。その購入額は「一升桝一杯の銀粒」、即ち金子百両と非常に高額であった。これは普通牛の数十倍もの高値である。そのような名声を博した理由を以下に列挙する。 
1. 体格偉大で乳量の多い点を、近親交配によって始祖牛に固定したこと。
2. その後２頭の自家生産雄牛を厳選し、この２系統を交互に選択交配したこと。
3. 雌牛には近親雄牛を交配し、妊娠中売却したため、その子牛もまた親に近似し、売却先でさらなる名声を博したこと。
4. 付近の農家に、この系統牛の優良子牛を飼育させ，良牛の散逸を防ぐなど、品質維持を怠らなかったこと。
5. 難波家は、代々広く地域からの信望が厚く、初代元助は孝行を藩主から表彰されるなど、郷土の人々からの尊敬が深かったこと。
6. 竹の谷は、産牛の放牧育成に極めて好適な地勢と地質であったこと。

## 背景
竹の谷蔓を作出した岡山県新見市神郷町は、中国地方の中央部山間地に位置し、近世まで「たたら製鉄」に代表される鉄山業が隆盛を極めた。牛は砂鉄、木炭、出来上がった鉄などの運搬、砂鉄採掘（鉄穴流し）後の棚田造成にかかる土木工事、その農地の耕運など、労働力を担う役牛として必要不可欠なものであった。同時に、たたら製鉄に必要な大量の木炭を供給するため、樹木は大木になる前に伐採され製炭された。そのため、十分な日照が得られ下草が良く育つ、放牧に適した地域でもあった。

また鉄山経営者（鉄山師）は財を成す者が多く、その資金を背景に和牛改良及び増産が全国を先駆け発展することにも繋がった。

### 環境
竹の谷がある新見市神郷町は、気象条件として山陰山陽の中間型と言えそうあるが、夏の暑さは厳しくない。また、一日の最低・最高気温の較差が大きいことから、夏季においも夜露が十分降りて、柔らかな野草が育ちやすい地域である。
いずれの谷も山水が豊富で、清流が流れ飲用水に困ることは無い。冬は膝上程度の雪が積もる積雪地帯である。周囲にはカヤ・ススキ・ハギ・クズ等がよく繁茂する。笹類も多く生え、冬が近くなると刈込み飼料としてきた。

当地域及び周辺は大山由来の火山灰による黒ボク土（非アロフェン質）が多く、農地の土壌改良に大量の牛糞堆肥を必要とした。 

### 年表
- 1772　田沼意次が老中になる
- 1772　難波元助和牛の改良開始
- 1778　元助孝子表彰碑設置
- 1782　天明の大飢饉（1788まで）
- 1787　松平定信が老中になる、寛政の改革（1793まで）
- 1805　山田方谷誕生
- 1810　難波元助死去

- 1830　竹の谷蔓誕生

- 1833　天保の大飢饉（-1839）
- 1834　太田辰五郎により大赤蔓誕生、千屋の牛馬市開設（天保5年）
- 1835　卜藏蔓（島根）造成開始
- 1838　山田方谷により牛麓舎開校
- 1840　渋沢栄一誕生
- 1843　岩倉蔓（広島）造成開始
- 1848　周助蔓（兵庫）創成
- 1849　山田方谷が藩政改革を開始
- 1858　難波千代平死去
- 1868　明治維新

### 時代の潮流
蔓牛創成期（江戸後期）は、田沼意次を経て山田方谷、そして渋沢栄一へと至る、資本主義を迎えるダイナミズムのなかにあった。

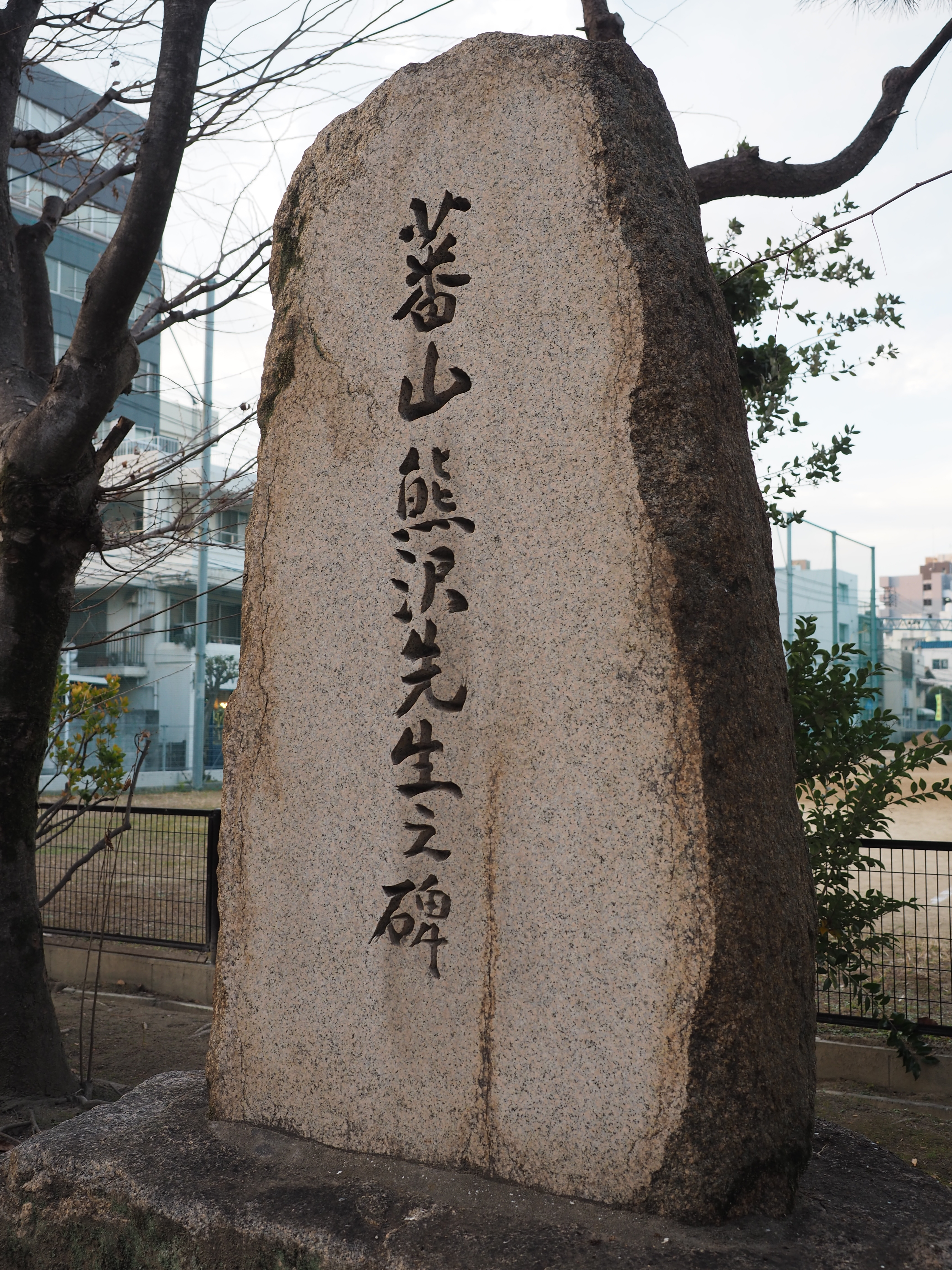
岡山市蕃山町の岡山藩藩学跡にある、「熊沢蕃山先生之碑」

またその遥か以前から、備中・備前を中心とした地域では、熊沢蕃山の尽力に基づき、「日本最古の藩校」岡山藩藩学、並びに、「日本最古の庶民学校」閑谷学校などが開校され、とりわけ庶民への学問（儒学）の普及に心血を注いできた。
一方、天明・天保の大飢饉など、民衆は度重なる飢饉で困窮していた。難波元助・千代平も太田辰五郎もそれぞれに村民を救済するため、私財を投げうち奔走している。その事業の中心に「日本最古の蔓」竹の谷蔓があった。これは、経世済民の思想が浸透し始め、また孝子表彰が流行するなど、論語の精神、儒学を重んじた時代を象徴すると同時に、商業を重んじ資本主義へと向かう時代の象徴でもある。

同時代、この有隣たる備中に山田方谷も生まれ、忠孝を尽くし事績を残している。

### 牛信仰その他

#### 牛丸大仙
新見市西方と金谷にまたがる「牛丸大仙」は、ＪＲ新見駅の背後にある台地状の山魂で、山頂には農耕や牛馬の神様「大仙神社」があり、古くから周囲の民衆から崇拝されてきた。

#### 臥牛山
高梁市の備中松山城のある山塊が「臥牛山」である。山名は、山の形から老牛が腹ばいになり、草を食べている姿（「老牛伏草山」）に似ている(『備中誌』) ところから、その名で呼ばれるようになった。

#### 山田方谷と牛
山田方谷は1838年、臥牛山南麓に家塾「牛麓舎」を設置し、朱子学・陽明学などの学問を門下生に授けた。後に女子教育の普及に努める事となる福西志計子も塾生として学んでいる。

## 難波元助、難波千代平の功績
竹の谷蔓は、備中国阿賀郡釜村字竹の谷 （現岡山県新見市神郷町釜村）にて、難波親子によって造成された。1772年、難波元助（？-1810年）が改良に着手し、1830年、息子千代平（？-1858年）のもとに始祖牛が誕生した。その後代々、村民とともに竹の谷蔓牛を生産、発達させてきた。

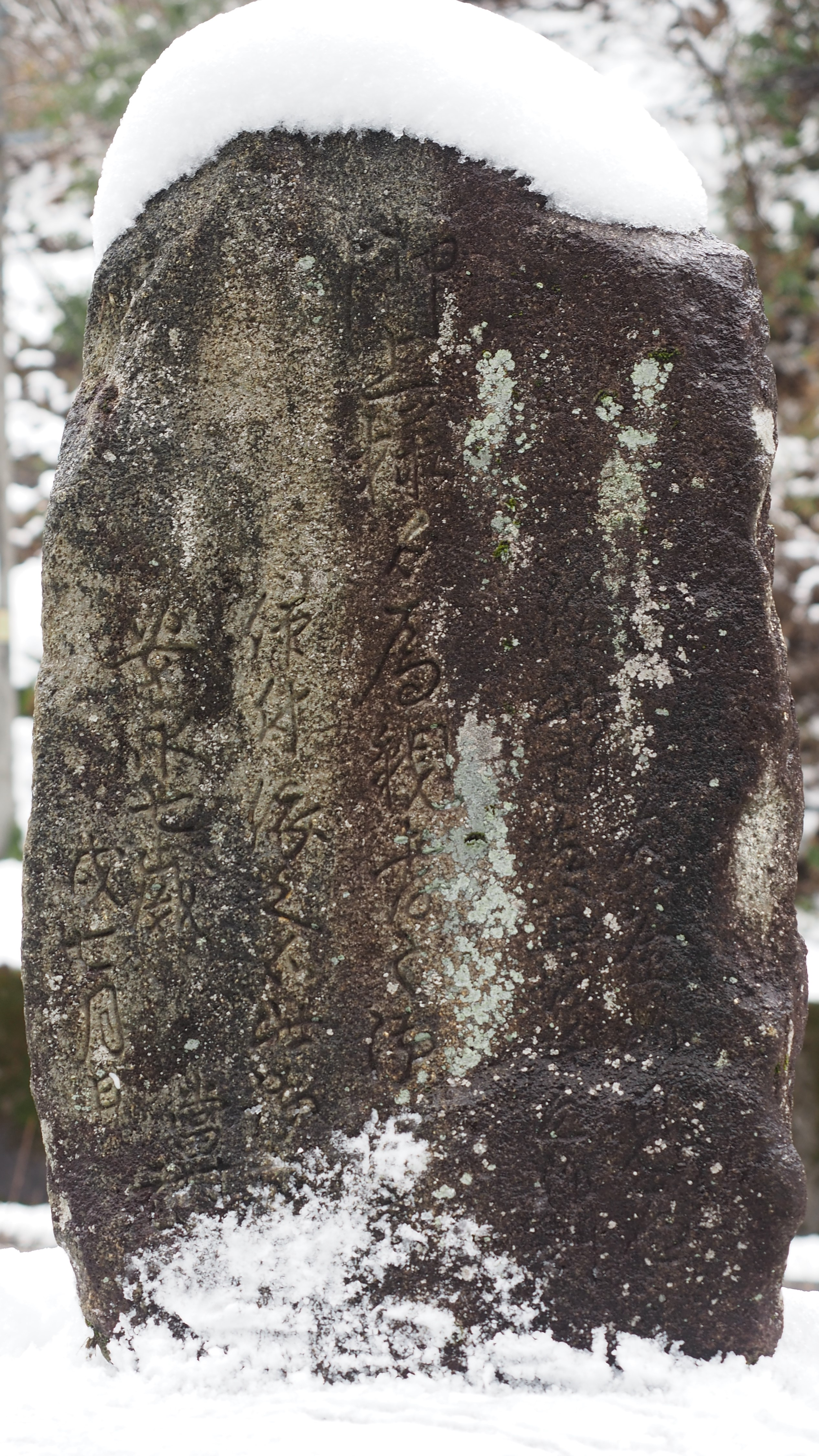
難波元助の孝子表彰碑（1778年）

難波元助は鉄山経営で資産を成した家系で、太田辰五郎と並び地方屈指の財を有する富豪であった。新見藩から孝子表彰されるなど、村民からの信頼も厚い郷土の偉人である。

その跡を継いだ千代平もまた、地域からの信望に厚く、資金を惜しまず牛に投資し、村民とともに良牛の生産に努めた。千代平の牛への情熱を表すものとして、以下に聞書を引用する。
夜更けて酔うて帰つても先ずは厩の前に立ち「おい寝て居るのか 起きておるのか これを食え」といつて、牛に草を与えねば上には上がらなかつた。牛に水を飲ます時は喉にかかるものを取除いてやる、糠篩でおろして針などの調べをするというように飼育にもよく注意した。　ー阿哲畜産農業協同組合連合会編集『阿哲畜産史』（1955年）172頁より 
そのような千代平のもとに出現した竹の谷蔓牛は名声を博し、周辺地域にも続々と導入され、多くの分蔓を生み出した。辰五郎の大赤蔓もその一つである。

竹の谷蔓の創成は、親子２代にわたる熱意と、また、それを集団で支えるに足る郷党からの厚い信望によって成されたと言える。 一方、技法面としての成因を以下に記した。
1. 優秀な子牛を生んだ雌牛を中心として系統繁殖を行った。
2. 母子交配のなどの近親交配もあえて行った。
3. 種雄牛は同一系統から自家生産し、厳選した。
4. ２頭の種雄牛を交互に交配し、強すぎる近親交配を避けた。

以上は、現代の家畜育種学からみても理想的であり、ほぼ完璧な手法である。またこれらの功績は、羽部義孝博士を初め、以下のような発言で顕彰されている。 
```
「メンデルの遺伝理論が発見されるより遥か以前の、しかも西洋との学識的交流のなかった江戸時代の中国地方山間僻地の農家において、近代の家畜育種の常識的手法が既に確立されていたことは、驚嘆に値することであって、世界に誇るべき家畜改良上の偉大なる業績と言わなくてはならない。」
[
1
]
[
66
]
[
5
]
```

## 太田辰五郎と牛市場 、竹の谷蔓全国へ
太田辰五郎（1790-1854）は千屋の実村（さねむら）で代々鉄山業を経営する一家に生まれた。難波元助と並ぶ、地方有数の巨財をなした豪農である。

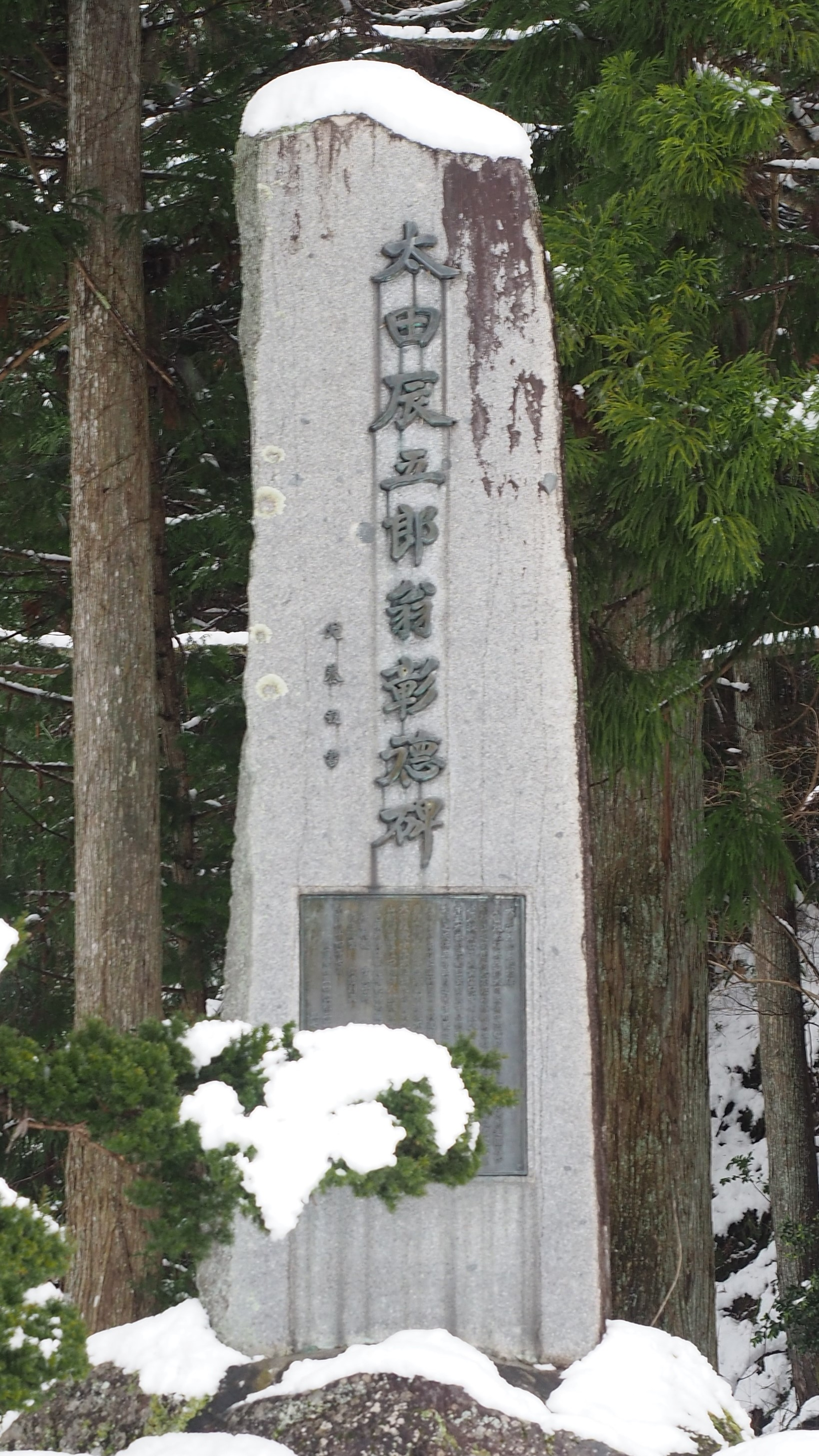
千屋の牛市場跡の太田辰五郎翁顕彰碑

辰五郎は機略に富み、義侠心に強い者であったとされる。天保の大飢饉に際しては、困窮した貧民に貯蔵米を配布し、周辺各村には救済事業資金を融通するなど、地方事業の功労者として郷党からの信望を集めた。
商用で江戸や大阪を旅することもあり、世間の情勢に明るく、また商機に敏感でもあったとされる。近畿地方の牛の需要が多かったことを洞察し、砂鉄に代わる産業として、牛生産事業に着手した。

当時千屋は産牛が少なく資質も劣っていた。そのため先ずは良牛を遠方から買い集めた。大阪天王寺牛市で石橋孫右衛門から買い入れた雄牛は、体高133.3cmもある黒毛の伹馬系の牛であったが、これを、難波千代平から買い入れた竹の谷蔓雌牛に交配したところ、雄子牛を生産した。この牛は赤毛であったが、成育すると良牛となり、体高139.4cmにもなった。この牛を繁殖に使用したところ、黒毛の良子牛を生産し、改良に顕著な効果を示した。この系統が大赤蔓であり、現在の千屋牛の祖先とされる。

辰五郎は村民にも牛を飼育することを奨励し、自らの牛を農民に預けるなど繁殖に努めた。順調に生産量も向上したが、その販売を容易にし、さらに畜産業を拡大するために、遂には牛市場を創設した。この千屋の牛市場は大変な盛況で、市場をとおして、千屋の牛は全国に広まっていった。
全国多くのブランド和牛から、微かに竹の谷蔓由来の遺伝子が検出されるのは、以上のような経緯による。
時を経て戦後、岡山県の黒毛和種は、肉用牛としての改良目標に従って雌牛系統に交配する種雄牛の系統が入り乱れて利用されることとなった。また、人工授精の普及により交配圏の拡大が進み、評判の良い種雄牛が集中して使われたことから、岡山県の黒毛和種は系統分離がされることなく混合された集団を形成することになってしまった。 
現状、新見市の振興するブランド和牛「千屋牛」は「日本最古の蔓牛」を起源とすることを付加価値としているが、「おかやま和牛肉」（JA晴れの国岡山・JA岡山）も同等の系統として宣伝されるなど、遺伝子上の差別化が本質的には困難であることを露呈している。
また、上記の千屋牛に関して、新見商工会議所会頭の田中康信氏は、「わがまちは『なんとなくそれが良い』という雰囲気だけで取り組んでいることも多い」と発言し、その筆頭例として、「全国にブランド牛が乱立している中で千屋牛は本当に優位性があるのか」と問いかけ、「優位性」の観点から、成長産業かどうかをデータに基づき見極める必要性を説いた。

## 「孤高の牛飼い」と呼ばれた平田五美
平田五美は岡山県新見市に住む牛生産者（牛飼い）である。1980年頃、「日本最古の蔓牛」として名高い、竹の谷蔓の維持・再現を開始した。それはかつて、難波元助・千代平親子が実践した手法を、完全に踏襲するものである。
2021年11月時点で、平田五美のもとには、7頭の雌牛を残すのみとなっている。
平田五美の生産する牛郡は希少系統であり、黒毛和種の基礎をなす純粋種である。遺伝学的解析の結果、他集団とは明確に区別される固有の遺伝的特徴を持つことが明らかとなった。松坂牛や神戸ビーフなど日本の名だたるブランド和牛は、ほぼ田尻（兵庫）、藤良（岡山）、気高（鳥取）の３系統の交配によって成り立っている。それらは現状、近親化が進み、様々な弊害が報告されるようになってきた。難産、流産、生後間もなくの死亡などである。

上記の研究に長年携わってきた米田一裕博士は報道番組に対し以下のように発言している。  
「今、ここ以外に飼われている牛というのは、やはり、どんどん同じような血縁関係になってきている、というところから考えると、もし、何かが起こった場合には、ダメになってしまう。日本にいる牛がダメになってしまう可能性がある。新たな血を入れることが（和牛を）救う道の一つなんですよね。だからそういうことでも、こういう（竹の谷の）血統は残しておくべきだし・・・」（括弧内は番組内テロップによる補記）　ー米田一裕、メッセージ ＲＳＫ地域スペシャル　2017年6月28日放送より

しかしながら、平田五美の竹の谷蔓系統牛が、千屋牛振興（2006年発表『千屋牛1,000頭増頭戦略』）に重点を置く新見市による補助金の対象になることは無きに等しい。また同市には、希少系統として別途保護する政策も無い。県行政においても同様である。これらは、霜降り肉の生産を奨励しているためである。
2011年以降、新見市は「A級グルメ」と称して千屋牛を認定し、「A級グルメフェア」（2011年第一回開催）を開催するなど、その振興に努めてきた。「日本最古の蔓牛　千屋牛」と歌う、ローカルアイドルグループによる宣伝が発信され続けているのも、その一環である。
一方、平田五美の生産牛は、『黒毛和牛が消える日』（日経ビジネス、2011年2月21日配信）を皮切りに、幾度となく報道メディアで特集され全国的な注目が集まっていたが、2007年6月以降、2018年6月に至るまで、新見市市議会定例会においても一切言及されていない。未だ、市の肉牛政策からは孤立した状態におかれている。
そのような公的支援環境のもと、40年以上にわたり系統の維持に尽力し続けてきた。「孤高の牛飼い」と称されるに至った所以である。

平田五美は報道番組に対して以下ように発言している。
「いくら『おかゆ』に『砂』混ぜて食べても、絶対に行政には屈しないという、そういう信念のもとに始めたことだから、辞められない。」　ー平田五美、RSKイブニングニュース　2021年11月17日放送より 

そうした平田氏の信念を支えたものを、客観的に記述することは出来ない。しかしながら、残された竹の谷蔓系統牛は、危機が囁かれる黒毛和種に対し、唯一、遥か別系統の遺伝子資源として、そして和牛の未来を救う道として、今後の活躍を期待されているものである。

## 参考資料
- メッセージ ＲＳＫ地域スペシャル　『赤身が和牛の救世主！？　-神郷釜村・牛飼い老人を追う-』　RSKテレビ（山陽放送）　2014年5月28日[11]
- メッセージ ＲＳＫ地域スペシャル　『孤高の牛飼い 40年　-和牛のルーツを守る-』　RSKテレビ（山陽放送）　2017年6月2８日[12]
- RSKイブニングニュース　『40年の年月を経て復活を遂げた「幻の和牛」とは…【岡山・新見市】』　RSKテレビ（山陽放送）　2021年11月17日[13]
- 朝日新聞DIGITAL　『幻の和牛「竹の谷蔓」　純系の赤身、残さなければ』　朝日新聞社　2020年4月16日[20]
- ノンストップ！　『幻の和牛・いぶさな牛絶品ハムのお値段は』　フジテレビ　2022年9月29日[21]
- 津山朝日新聞　『黒毛和種「竹の谷蔓（つる）」初出荷』　津山朝日新聞　2022年2月8日[18]
- 山陽新聞digital 『岡山の名牛「竹の谷蔓」初出荷へ　津山の牧場など３者で６次化』　山陽新聞社　2021年12月1日[16][17]